# Young Griffo
Pour les articles homonymes, voir Albert Griffiths et Griffiths.
Young Griffo, de son vrai nom Albert Griffiths, est un boxeur australien né le 1er janvier 1871 à Sydney, et mort le 10 décembre 1927.

## Carrière
Il devient champion du monde des poids plumes après sa victoire face à Torpedo Billy Murphy par abandon au 15e round le 2 septembre 1890. Griffo défend 4 fois sa ceinture puis décide en 1892 de poursuivre sa carrière en poids légers. Il ne parviendra pas à décrocher le titre mondial et met un terme à sa longue carrière en 1904.

## Distinction
- Young Griffo est membre de l'International Boxing Hall of Fame depuis 1991[2].